# Haradrim

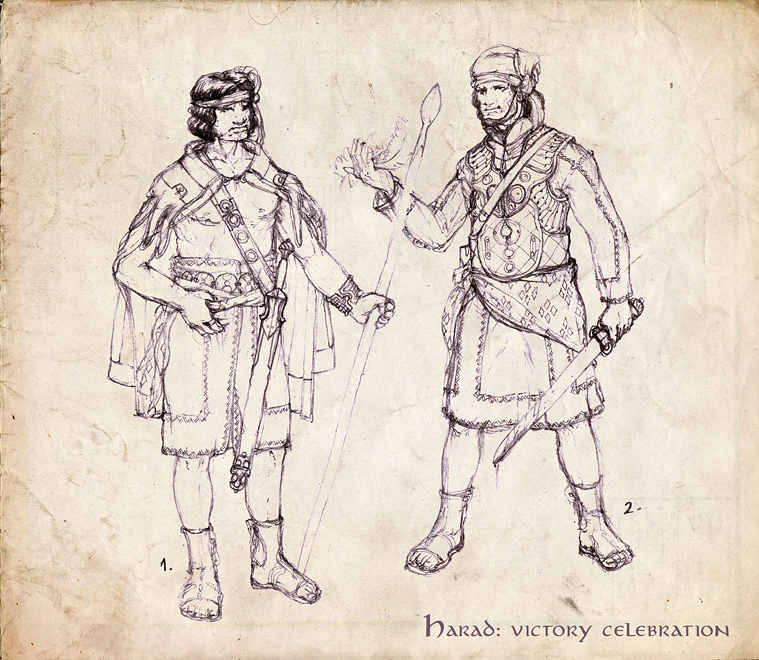
Dos nobles haradrim celebran una victoria.

Haradrim es el nombre de una raza ficticia de Hombres del legendarium del escritor británico J. R. R. Tolkien. Son los habitantes de Harad, tierra situada al sur de la Tierra Media. Su origen es incierto, pero parece lógico pensar que se trata de Hombres nacidos en Hildórien que emigraron al sur de la Tierra Media, y que en la Segunda Edad del Sol cayeron bajo el influjo primero de los Númenóreanos y luego de Sauron, a través de los sobrevivientes de Númenor conocidos como los Hombres del Rey o Númenóreanos Negros.
Los Haradrim mantuvieron una guerra casi constante contra el Reino de Gondor, por eso se aliaron con Sauron en la Guerra del Anillo. Utilizan los Olifantes como medio de transporte.
En la adaptación de Peter Jackson para el filme de la trilogía de El Señor de los Anillos, los Haradrim están inspirados por las tribus Azteca y Kiribati.

## Guerras contra Gondor
En la Tercera Edad del Sol los enfrentamientos de Gondor con los Haradrim fueron los siguientes:
- 933 T. E. toma de Umbar por parte del rey Eärnil I. Cabe aclarar que la Fortaleza de Umbar era dominada por los Númenóreanos Negros que reinaban sobre los Haradrim del Cercano Harad.
- 1015 T. E. El Rey Ciryandil pierde gran parte del territorio de Umbar luego de un ataque combinado de Númenoreanos Negros y Haradrim. La Ciudad no cae porque Gondor envía refuerzos y la sitia por mar.
- 1050 T. E. Hyarmendacil I conquista todo el Cercano Harad vengando la muerte de su padre. Los reyes del Cercano Harad fueron obligados a pagar tributos y a rendir homenaje a Gondor.
- 1448 T. E. Luego de la Lucha entre Parientes, Los descendientes de Castamir se exilian en Umbar y allí hacen tratos con los reyes del Harad.
- 1540 T. E. Los Haradrim se rebelan contra Gondor y comienza un conflicto que duraría 11 años. En este año el Rey Aldamir muere en un ataque de los Corsarios y los Hombres del Harad.

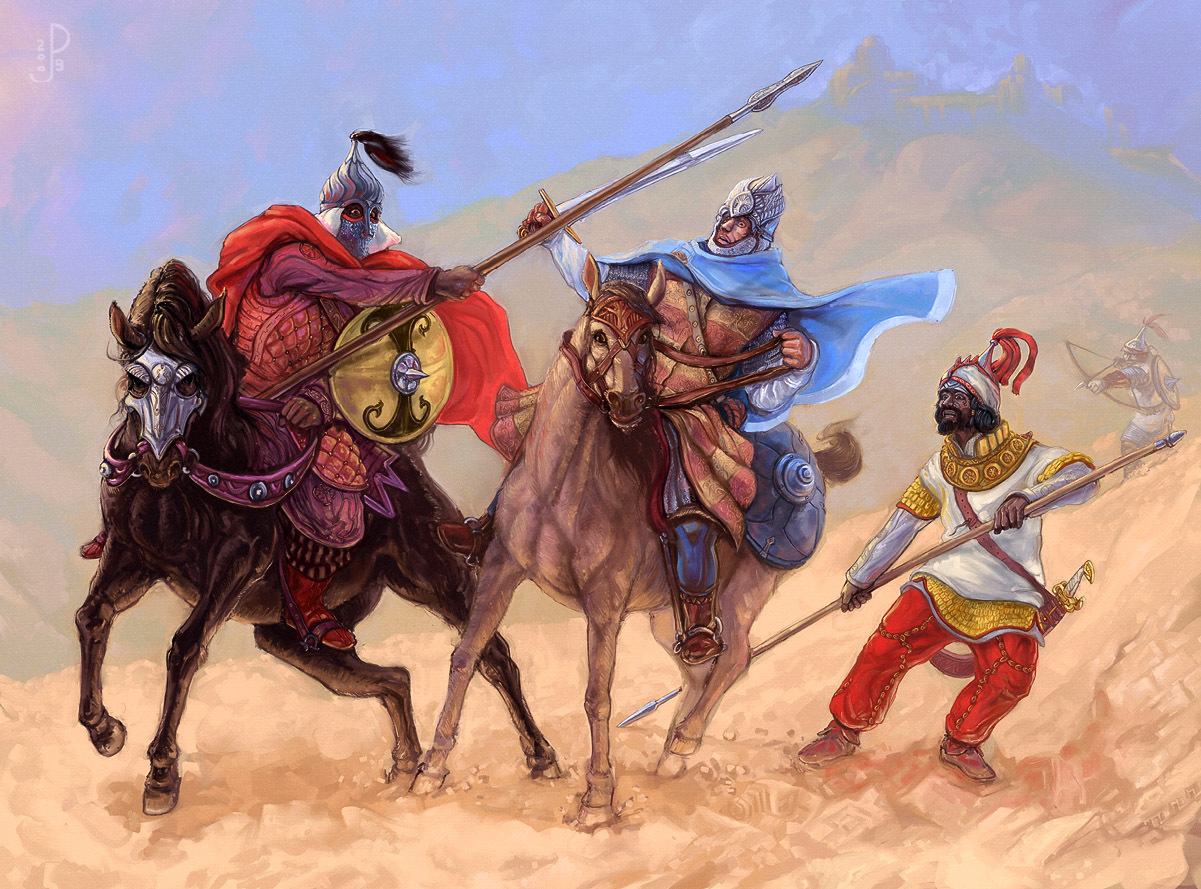
Una emboscada en Harondor: tres haradrim atacan a un caballero de Gondor.

- 1551 T. E. Incitados por los emisarios de Sauron, los Haradrim cruzaron el río Poros y atacaron Gondor Hyarmendacil II derrota a los Haradrim y los obliga a huir hacia el sur.
- 1944 T. E. Luego de una paz de 400 años con El sur que estaba empeñado en sus propias luchas, los Haradrim atacan Gondor por el Sur mientras los Aurigas lo hacen por el Este. El Capitán Eärnil derrota a los Haradrim en Ithilien del Sur y más tarde a los Aurigas en la Batalla del Campamento.
- 2758 T. E. Los Haradrim y los Corsarios de Umbar atacan el sur de Gondor y se alían con los dunlendinos, para tomar Rohan. Al año siguiente El senescal Beregond expulsa a los Corsarios.
- 2885 T. E. Los Haradrim cruzaron el río Poros y atacaron Gondor. Se produce la Batalla de los Vados del Poros pero el Senescal Túrin II los derrota con la ayuda de Rohan.
- 3019 T. E. Guerra del Anillo